# Frédérique Huydts
 (octobre 2018).
 Frédérique Huydts, née le 19 août 1967 à Schéveningue et mort le 3 avril 2006 à Amsterdam, est une actrice néerlandaise.

## Filmographie

### Cinéma et séries télévisées
- 1990 : De Brug (nl) : Annelies Brenner
- 1990-1993 : Goede tijden, slechte tijden : deux rôles (Annette van Thijn et Rebecca Duvalier)
- 1993-1994 : Diamant : Charlotte Revers
- 1996 : In naam der Koningin (nl) : Eva Vierkens
- 1996 : Wij Alexander (nl) : Charlotte de Muynck
- 1996 : 12 steden, 13 ongelukken (nl): deux rôles (Els et Yvonne Bloem)
- 1997 et 2003 : Inspecteur de Cock (Baantjer) : Hannie Bieseling
- 1998 : Les Gravos (Flodder) : Sandra
- 1999-2000 : In de clinch (nl) : Tess Witteveen
- 2002-2005 : Meiden van De Wit (nl) Roos de Wit
- 2005 : Kinderen geen bezwaar (nl) : Mildred Zegers